# Bahnhof München-Riem
Der Bahnhof München-Riem ist eine Betriebsstelle der Bahnstrecke München–Simbach. Er liegt im Osten von München im Stadtbezirk Trudering-Riem. Die Königlich Bayerischen Staatseisenbahnen nahmen ihn 1871 als Haltepunkt Riem in Betrieb und bauten ihn 1893 zum Bahnhof aus. Seit 1972 ist er eine Station der S-Bahn München. 1992 nahm östlich des Personenbahnhofs der Umschlagbahnhof München-Riem Ubf den Betrieb auf.

## Geschichte
In der Planung der Bahnstrecke München–Simbach war ursprünglich keine Station in Riem vorgesehen. Auf Antrag der Gemeinden Aschheim und Dornach genehmigte das Königliche Staatsministerium des Handels und der öffentlichen Arbeiten 1870 nachträglich die Einrichtung einer Personenhaltstelle an der in Bau befindlichen Bahnstrecke. Am 1. Mai 1871 nahmen die Königlich Bayerischen Staatseisenbahnen die Station Riem gemeinsam mit dem Streckenabschnitt München–Neuötting in Betrieb. Der Haltepunkt befand sich nördlich des Ortes Riem auf Dornacher Flur und verfügte zunächst lediglich über ein Betriebsgebäude und einen Bahnsteig am Streckengleis. Das Betriebsgebäude war ein zweigeschossiger Bau einfacher Bauart mit quadratischem Grundriss, in dem sich ein Dienstraum und ein Wartesaal befanden.
Von März bis Juni 1893 bauten die Bayerischen Staatseisenbahnen den Haltepunkt zum Bahnhof aus. Sie errichteten ein Ausweichgleis für Zugkreuzungen und ein Abortgebäude und statteten die Station für den Güterverkehr mit einem Ladegleis und einem Güterschuppen aus. An den beiden Einfahrweichen wurden Wellblechhütten für die Wechselwärter, die telefonisch mit dem Betriebsgebäude verbunden waren, und zwei Sperrsignale aufgestellt. 1895 ergänzten die Bayerischen Staatseisenbahnen das Betriebsgebäude um einen Anbau, in den sie den Dienstraum und den Wartesaal verlegten. Im ursprünglichen Gebäude wurden stattdessen Wohnräume für Bahnbedienstete untergebracht.
Durch die Fertigstellung der nördlich des Bahnhofs gelegenen Galopprennbahn Riem 1897 stieg das Fahrgastaufkommen stark an. Die Bayerischen Staatseisenbahnen errichteten nördlich der bestehenden Gleise ein weiteres Ausweichgleis mit Zwischenbahnsteig und ein Stumpfgleis mit Außenbahnsteig, die ausschließlich den an Renntagen eingesetzten Sonderzügen, den sogenannten Rennzügen, dienten. Zudem wurde ein Wohnhaus für die Wechselwärter errichtet.
1900 nahmen die Bayerischen Staatseisenbahnen im Zuge der Centralisirung zwei mechanische Stellwerke der Bauart Krauss in Betrieb, die in Stellwerkstürmen an den beiden Bahnhofsenden untergebracht wurden. Die Weichen der nur durch die Rennzüge benutzten Gleise 3 und 4 wurden hingegen nicht an die Stellwerke angeschlossen und blieben handbedient. Auf der Nordseite des Bahnhofs richteten die Bayerischen Staatseisenbahnen um 1900 einen Gleisanschluss zu einem dem Betriebsgebäude gegenüberliegenden Elektrizitätswerk, über den Brennmaterial angeliefert wurde. Am 1. Mai 1909 verlegten die Bayerischen Staatseisenbahnen die Strecke München–Simbach zwischen dem Bahnhof München Ost und dem Bahnhof Riem nach Süden und bauten sie zweigleisig aus. Die alte eingleisige Trasse westlich des Bahnhofs blieb zunächst erhalten und diente ab dem Bahnhof Riem als Anschlussgleis zur Trabrennbahn Daglfing.
Zur Anbindung des neuen Rangierbahnhofs München Ost an die Simbacher Strecke nahm die Deutsche Reichsbahn am 1. März 1926 eine eingleisige Verbindungsstrecke vom Rangierbahnhof zum Bahnhof Riem in Betrieb. Dafür wurden die Gleisanlagen des Bahnhofs Riem erweitert: Die Deutsche Reichsbahn verlängerte das bisherige Stumpfgleis für die Rennzüge bis zu den östlichen Einfahrweichen, sodass nun vier beidseitig angebundenen Hauptgleise vorhanden waren. Zudem verlegte sie die westlichen Einfahrweichen weiter nach Westen und vergrößerte damit die nutzbaren Gleislängen. In den 1930er Jahren wurden im Bahnhof zusätzlich zum Anschlussgleis der Trabrennbahn zwei weitere private Gleisanschlüsse eingerichtet. Nachdem Riem 1937 aus der Gemeinde Dornach in die Stadt München umgemeindet worden war, benannte die Deutsche Reichsbahn den Bahnhof Riem am 1. Oktober 1938 in München-Riem um.
1970 baute die Deutsche Bundesbahn den Bahnhof für den geplanten S-Bahn-Betrieb um. Sie errichtete einen neuen Außenbahnsteig an Gleis 1 und einen teilweise überdachten Mittelbahnsteig zwischen den Gleisen 2 und 3, die eine Bahnsteighöhe von 76 cm aufwiesen. Anstelle der ebenerdigen Gleisübergänge entstand zur Anbindung der Mittelbahnsteig ein über Treppen erreichbarer Personentunnel. Im Zuge der Elektrifizierung des Streckenabschnittes München Ost–Markt Schwaben stattete die Deutsche Bundesbahn die Gleisanlagen des Bahnhofs bis September 1970 mit Oberleitungen aus. Mit Aufnahme des S-Bahn-Betriebs wurde der Bahnhof im Personenverkehr ab dem 28. Mai 1972 nur noch von den Zügen der S-Bahn München bedient.
Seit 1992 werden der Personenbahnhof und der Umschlagbahnhof durch ein elektronisches Stellwerk der Bauart Thales mit H/V-Signalen gesteuert.

## Personenbahnhof
Aktuell wird er von der Linie S2, die von Erding nach Petershausen und Altomünster verkehrt, bedient. Auf der Südseite des Bahnhofs besteht Umsteigemöglichkeit in die MVG-Buslinien 190 und 194. An der Nordseite, auf Dornacher Gemarkung, halten die MVV-Buslinien 263 und 264.
Der Bahnhof hat einen 210 m langen Mittelbahnsteig und einen 219 m langen Seitenbahnsteig. Die Bahnsteigkanten sind 76 cm hoch. Der Mittelbahnsteig Richtung München ist nicht barrierefrei zu erreichen, lediglich durch eine Unterführung, die auf der einen Seite ins Gewerbegebiet von Dornach führt; auf der anderen Seite in Richtung des Neubaugebiets München-Riem.
Außer der Riemer Ortsmitte sind auch die Galopprennbahn Riem, das Reitstadion Riem und das Gewerbegebiet von Dornach in wenigen Minuten zu Fuß zu erreichen.
Riem war die nächstgelegene Schnellbahnstation des ehemaligen Flughafens München-Riem.

## Barrierefreiheit
Seit dem Jahr 2011 gibt es Forderungen, den S-Bahnhof Riem barrierefrei auszubauen. Im März 2013 wurde die Station in das Finanzierungsprogramm „Bayern-Paket“ zum barrierefreien Ausbau von Bahnhöfen des Freistaats Bayern aufgenommen. Im März 2018 begannen Vorarbeiten zum barrierefreien Ausbau des S-Bahnhofs. Unter anderem sollten die Bahnsteige erhöht, Aufzüge eingebaut und an der Nordseite eine behindertengerechte Rampe erstellt werden; zudem sollte ein Blindenleitsystem installiert werden. Die Umbaukosten waren auf 10,6 Millionen Euro veranschlagt.
Eine parlamentarische Anfrage von Landtagsvizepräsident Markus Rinderspacher (SPD) im Jahr 2020 beleuchtete, dass Planungsfehler zu einer deutlichen Verzögerung des barrierefreien Ausbaus des S-Bahnhofs Riem geführt haben. Demnach verzögere sich der Baubeginn bis zum zweiten Quartal 2023, eine komplette Inbetriebnahme solle im zweiten Quartal 2024 erfolgen.
| Linie | Verlauf | Taktfrequenz                                               |
| ----- | --- | ---------------------------------------------------------- |
| S2    | Petershausen – Vierkirchen-Esterhofen – Röhrmoos – Hebertshausen – Dachau / Altomünster – Kleinberghofen – Erdweg – Arnbach – Markt Indersdorf – Niederroth – Schwabhausen – Bachern – Dachau Stadt – Dachau – Karlsfeld – Allach – Untermenzing – Obermenzing – Laim – Hirschgarten – Donnersbergerbrücke – Hackerbrücke – Hauptbahnhof – Karlsplatz (Stachus) – Marienplatz – Isartor – Rosenheimer Platz – Ostbahnhof – Leuchtenbergring – Berg am Laim – Riem – Feldkirchen – Heimstetten – Grub – Poing – Markt Schwaben – Ottenhofen – St. Koloman – Aufhausen – Altenerding – Erding | 20-Minuten-Takt (10-Minuten-Takt in der Hauptverkehrszeit) |

## Umschlagbahnhof

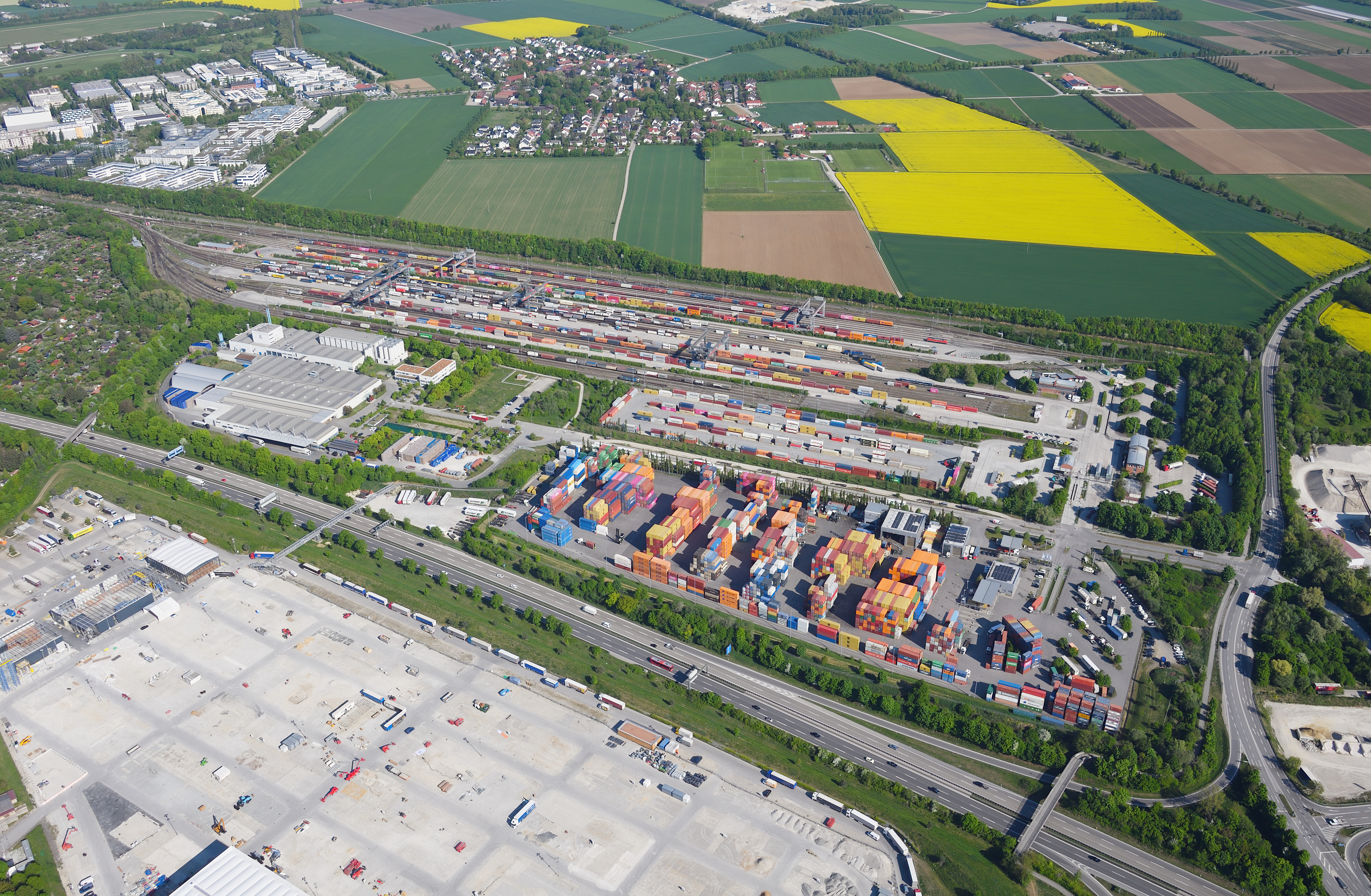
Luftbild des Umschlagbahnhofs München-Riem

In den 1970er Jahren gelangte der bisherige Umschlagbahnhof am Münchner Hauptbahnhof an der Arnulfstraße zunehmend an seine Kapazitätsgrenzen. Da bis 2000 ein starker Anstieg des Kombinierten Ladungs- und Containerverkehrs erwartet wurde, plante die Deutsche Bundesbahn die Errichtung eines neuen Umschlagbahnhofs am Stadtrand von München. 1980 wurde ein Raumordnungsverfahren eingeleitet, in dem vier mögliche Standorte in Langwied, Johanneskirchen, Riem und Dornach untersucht wurden. Die Regierung von Oberbayern entschied sich Mitte 1981 für den Standort Riem und leitete am 19. Juli 1984 ein Planfeststellungsverfahren ein. Die Gemeinden Aschheim und Feldkirchen klagten gegen das Projekt und konnten schließlich die Errichtung von 9,5 Meter hohen bepflanzten Lärmschutzwällen um die Bahnhofsanlagen durchsetzen. Der Planfeststellungsbeschluss für den Umschlagbahnhof wurde am 25. August 1988 erlassen. Am 5. Juli 1989 stimmte der Bundesverkehrsminister der Freigabe von 214 Millionen D-Mark für die Errichtung des Bahnhofs zu. Die Bauarbeiten auf dem 50 Hektar großen Gelände begannen im September 1989. Nach dreijähriger Bauzeit nahm die zur Deutschen Bundesbahn gehörende Deutsche Umschlaggesellschaft Schiene-Straße (DUSS) den Umschlagbahnhof München-Riem am 28. September 1992 in Betrieb.
Der Umschlagbahnhof befindet sich etwa einen Kilometer östlich des Personenbahnhofs München-Riem südlich der Streckengleise München–Simbach. Betrieblich ist er ein Bahnhofsteil des Bahnhofs München-Riem. Bei seiner Eröffnung verfügte er über zwei Kranbahnen, die jeweils vier 700 m lange Umschlaggleise umfassen. Jede Kranbahn ist mit zwei Tragarmportalkränen mit einer Spannweite von 50 Metern ausgestattet. Zwischen den Umschlaggleisen befinden sich die Ladestraßen und Abstellflächen für Container. Zudem sind im Bahnhof drei Ausziehgleise, zwei Vorratsgleise für Spezialwagen, ein Ladegleis für das Transfracht-Service-Center, ein Löschgleis, zwei Liegewagengleise und ein Wartegleis für die Lokomotiven vorhanden. Insgesamt verfügte der Bahnhof über 29 Gleise, davon 13 mit Oberleitung, und 50 Weichen. Die Anlage hatte eine Kapazität von 235.700 Ladeeinheiten (TEU) pro Jahr; täglich kamen 19 Züge an und 20 Züge fuhren ab.
Bis 2008 stieg die Leistung auf 270.000 TEU, sodass die DUSS eine Erweiterung des Bahnhofs plante. Von 2009 bis 2010 errichtete sie eine dritte Kranbahn, die ebenfalls über vier 700 m lange Gleise und zwei Portalkräne verfügt. Die Umbaukosten sollten 16 Millionen Euro betragen. Durch die Erweiterung steigerte sich die Leistungsfähigkeit auf 360.000 TEU.
Beim Bau der neuen Messe München in Riem ab 1994 wurde zunächst kein Gleisanschluss eingeplant. Erst im Jahr 2001 wurde nachträglich ein Anschlussgleis errichtet, welches im Westen des Umschlagbahnhofs von diesem abzweigt, und nach Überquerung der Autobahn A94 das Messegelände erreicht. Genutzt wird dieses ausschließlich für die alle zwei Jahre stattfindende Transportmesse Transport logistic.